# Jean-Pierre Tahan
Jean-Pierre-Alexandre Tahan (* 11. Oktober 1813 in Paris; † 26. März 1892) war ein französischer Kunsttischler und zählte neben Paul Sormani zu den besten seines Fachs im 19. Jahrhundert. Seine Stellung als ausgewählter Tischler Napoleons III. bescherte ihm sowohl Aufstieg mit demselben als auch Niedergang mit dem Ende des zweiten Kaiserreichs in Frankreich.
Als „Prinz der kleinen Tischlerei“ prägte Tahan seine Zeit durch die Sorgfalt, die er für jedes seiner Stücke, sowohl Kunstgegenstände als auch Gebrauchsgegenstände, verwendete. Im Allgemeinen klein oder mittelgroß, sind diese Möbelstücke in das bürgerliche Interieur eingedrungen, so dass nach dem Buch der eleganten Wirtschaft (1859) „sie allein die gesamte Physiognomie der Zeit ausmachen“.

## Geschichte
In Belgien in Spa, einer kleinen Stadt der Ardennen, begann Pierre-Lambert Tahan (1780–1844) mit einer Tischlerei, 1804 verließ er Spa in Richtung Paris und errichtete im Tempelviertel seine Fabrik für „Kisten und Necessaires“.
Sein Sohn Jean-Pierre-Alexandre wurde in Paris geboren und half ihm bereits 1837, übernahm dann 1844 die Gesamtleitung des Unternehmens, sein Vater ging in den Ruhestand und starb noch im selben Jahr. Tahan wird dann seinen Einfallsreichtum einsetzen, um seine große Pionierarbeit zu beginnen. Auf seinen Wunsch wurde die Werkstatt stark vergrößert mit dem Anspruch, eine der berühmtesten in Paris zu werden.
Zunächst trennte er das Studio in der Rue de Quincampoix vom Geschäft in der Rue basse du Wall. Er entwickelt die Produktion von Kisten, realisiert aber auch größere Möbelstücke, „Bonheur-du-Jour“, Schreibtische, Nähtische. Bereits 1845 begann er, in den Zeitungen zu werben, eine Praxis, die noch sehr wenig genutzt wurde.
„Lieferant des Königs und der Fürsten“, gewann er 1849 eine Silbermedaille auf der Ausstellung für Industrieprodukte und wurde dann der „Prinz des kleinen Kabinettsbaus“ genannt. 1855 wurde er auf der Weltausstellung mit dem Titel „Lieferant des Kaisers“ ausgezeichnet, wo er eine außergewöhnlich geformte Voliere ausstellte. Der Hof gab in der Tat eine große Anzahl von Arbeiten in Auftrag, darunter Palisander-Pflanzgefäße, Loungetische für das Palais des Tuileries und einen Schrank aus Mahagoni und vergoldeter Bronze für das Büro Napoleons III. Sein Geschäft wanderte in die 34 Rue de la Paix (1849–1866), dann 11 Boulevard des Italiens (1866–1878).
Im Jahr 1861 wird Tahan somit als „einer der Hersteller bezeichnet, die die Mode übertreffen und den Ton angeben, anstatt zu folgen“. (Die Chronik der Künste und der Kuriosität). In der Tat arbeitet er schnell mit Julien-Nicolas Rivart zusammen, um Porzellanblumen in seine Möbelstücke einzulegen, was eines seiner bevorzugten Stilmittel sein wird. Es war damals eine neue Technik, die ihn an die Spitze der damaligen Moderne stellt.
Als Goldmedaille auf der Weltausstellung von 1867 beschäftigte Tahan am Ende des Zweiten Reiches mehr als zweihundert Mitarbeiter in mehreren Werkstätten. Tahan ist wie Rivart ein begeisterter Geist für die Erfindungen der zweiten Hälfte des neunzehnten Jahrhunderts und hinterlegt selbst ein Patent für das Zylindergestell und ein weiteres für Dokumentenhalter mit durchscheinender Front im Jahr 1858.
Die Tahan-Manufaktur erlebte ihren Niedergang nach dem Fall des Kaiserreichs 1870, das sie so sehr unterstützt hatte. Daher stellte die Fabrik 1882 die Produktion ein und das Geschäft wurde geschlossen.

## Stimmen über Tahan
„Ein einzigartiges Unternehmen für seine Art der Herstellung, das sich aufgrund des guten Geschmacks seiner Kompositionen durchzusetzen wusste. Bei Tahan schaut man nie auf den Preis: Wichtig ist, dass der Name Tahan auf dem Objekt erscheint.“

## Bibliografie
- Ministère du commerce: Catalogue des brevets d'invention, 1. Januar 1858.
- Tahan, Jean Pierre Alexandre (1813-1892) in: Correspondance familiale, Compléments historiographiques, Biographies.